# Club Deportivo Lyon
El Club Deportivo Lyon es un equipo profesional de fútbol sala de Colombia con sede en la ciudad de Cali, Valle del Cauca fundado en octubre de 2010. Actualmente participa en la Liga Colombiana de Fútbol Sala conocida también como Liga Argos; El Lyon fue el primer campeón profesional de fútbol sala en la temporada 2011.
El nombre de Lyon es un homenaje al Olympique de Lyon, equipo de fútbol francés, del cual el presidente y fundador del equipo John Manuel Gordón es un admirador.

## Datos del club
- Temporadas en Liga: 14

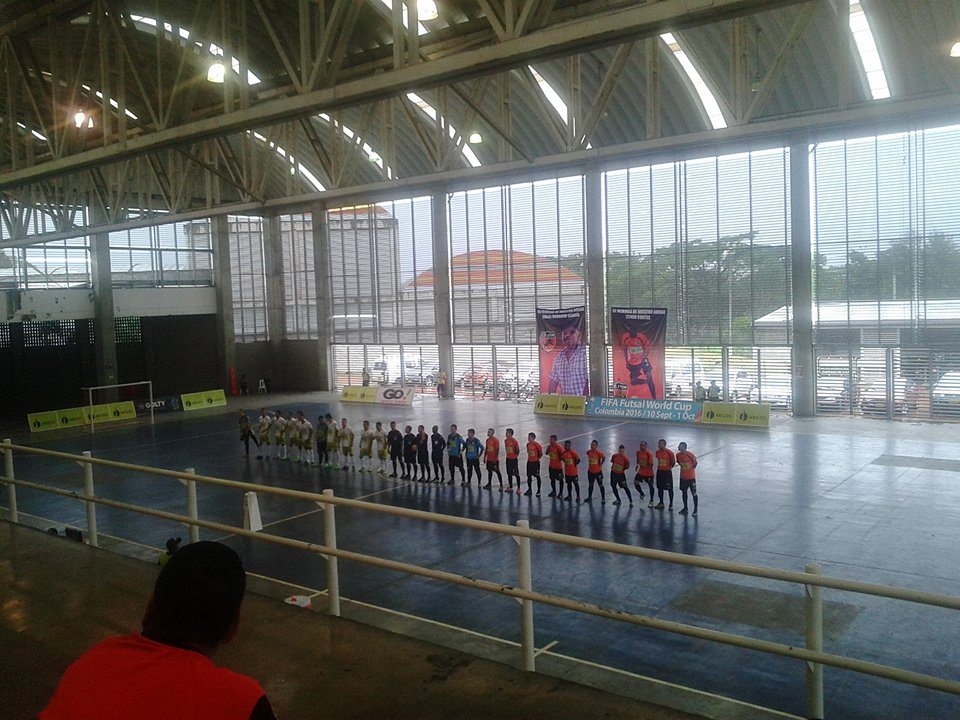
Deportivo Lyon en partido de Semifinales de la Liga Argos Futsal 2016 I contra el Real Bucaramanga.

- Mejor puesto en la Liga: Campeón 2011-I

### Temporadas
El Deportivo Lyon ha participado en todas las temporadas de la Liga Colombiana de Fútbol Sala desde sus comienzos en 2011.
| Torneo                                 | Posición         |
| -------------------------------------- | ---------------- |
| Liga Colombiana de Fútbol Sala 2011-I  | Campeón          |
| Liga Colombiana de Fútbol Sala 2011-II | Semifinalista    |
| Liga Colombiana de Fútbol Sala 2012-I  | Subcampeón       |
| Liga Colombiana de Fútbol Sala 2012-II | Cuartos de final |
| Liga Colombiana de Fútbol Sala 2013-I  | Subcampeón       |
| Liga Colombiana de Fútbol Sala 2013-II | 4° del grupo B   |
| Liga Colombiana de Fútbol Sala 2014-I  | Cuartos de final |
| Liga Colombiana de Fútbol Sala 2014-II | Cuartos de final |
| Liga Colombiana de Fútbol Sala 2015-I  | Cuartos de final |
| Liga Colombiana de Fútbol Sala 2015-II | Subcampeón       |
| Liga Colombiana de Fútbol Sala 2016-I  | Subcampeón       |
| Liga Colombiana de Fútbol Sala 2013-II | 3° del grupo B   |
| Liga Colombiana de Fútbol Sala 2013-II | 5° del grupo B   |

### Entrenadores
| # | Nombre              | Periodo           |
| - | ------------------- | ----------------- |
| 1 | Rulver Pulido       | 2011 - 2012       |
| 2 | Héctor Andrés Rojas | 2012              |
| 3 | Rulver Pulido       | 2013 - 2014       |
| 4 | Douglas Franco      | 2014 - 2016       |
| 5 | Rulver Pulido       | 2016 - 2019       |
| 6 | Douglas Franco      | 2019 - Actualidad |

## Palmarés
| Competición                          | Títulos | Subtítulos                      |
| ------------------------------------ | ------- | ------------------------------- |
| Liga Colombiana de Fútbol Sala (1/3) | 2011-I  | 2012-I, 2013-I, 2015-II, 2016-I |
| Liga Vallecaucana Categoría Libre    | 2011    |                                 |